# Helmut Schnizer
Helmut Schnizer (* 2. Juli 1929; † 12. Oktober 2011) war ein österreichischer Rechtswissenschaftler. Er war Universitätsprofessor und langjähriger Leiter des Instituts für Kirchenrecht an der Universität Graz.

## Leben
Er studierte ab 1948 an die Rechtswissenschaftliche Fakultät (5. Oktober 1951 Dr. iur.). 1961 habilitierte sich er.

## Ehrungen
- 2001 erhielt er das Goldene Doktordiplom an der Universität Graz.[2]

## Familiäres
Sein Sohn, der Verfassungsrichter Johannes Schnizer war Kabinettchef beim österreichischen Bundeskanzler Alfred Gusenbauer.